# Morti nel 1966/Giugno
| Questa pagina contiene informazioni ricavate automaticamente dalle voci biografiche con l'ausilio del template Bio e di un bot. L'aggiornamento è periodico e automatico e ricostruisce completamente la pagina. Se manca una persona in questa lista, sei pregato di non aggiungerla, ma accertati piuttosto che la sua voce biografica contenga il template Bio e che i dati anagrafici siano correttamente compilati. Se il template Bio manca, inseriscilo tu stesso o, in alternativa, metti l'avviso {{tmp\|Bio}} che ne segnala la mancanza. Se i dati riportati sono sbagliati, correggi direttamente la voce biografica; le modifiche saranno visibili in questa lista entro pochi giorni. Per chiarimenti vedi il progetto biografie. La lista contiene solo le 66 persone che sono citate nell'enciclopedia e per le quali è stato implementato correttamente il template Bio. Pagina aggiornata al 3 mar 2024. |

- 1º giugno - Tommaso Gallarati Scotti, scrittore, militare e diplomatico italiano (n. 1878)
- 1º giugno - Alfred Schoep, mineralogista belga (n. 1881)
- 1º giugno - Papa Jack Laine, musicista e batterista statunitense (n. 1873)
- 2 giugno - Mechthild d'Asburgo-Teschen, nobile (n. 1891)
- 2 giugno - Pompeo Biondi, giurista italiano (n. 1902)
- 2 giugno - Achille Mario Dogliotti, cardiochirurgo italiano (n. 1897)
- 2 giugno - Nikolaj Vasil'evič Smirnov, matematico russo (n. 1900)
- 3 giugno - Alice Calhoun, attrice statunitense (n. 1900)
- 4 giugno - Chang Myon, politico e educatore sudcoreano (n. 1899)
- 4 giugno - Arthur Clay Cope, chimico statunitense (n. 1909)
- 4 giugno - Lodovico Zambeletti, pittore italiano (n. 1881)
- 5 giugno - Arthur Edwin Hill, pallanuotista britannico (n. 1888)
- 5 giugno - Natacha Rambova, danzatrice, scenografa e costumista statunitense (n. 1897)
- 6 giugno - Elizabeth Christ Trump, imprenditrice tedesca (n. 1880)
- 7 giugno - Hans Arp, pittore, scultore e poeta francese (n. 1886)
- 7 giugno - Petru Rocca, politico e scrittore francese (n. 1887)
- 8 giugno - Joseph Albert Walker, aviatore e astronauta statunitense (n. 1921)
- 9 giugno - Francesco Ruggiero, maratoneta italiano (n. 1891)
- 10 giugno - Felice Carena, pittore italiano (n. 1879)
- 11 giugno - Alfred Berger, pattinatore artistico su ghiaccio austriaco (n. 1894)
- 11 giugno - Thomas Hardie Chalmers, baritono, attore e regista statunitense (n. 1884)
- 11 giugno - Ethel Clayton, attrice statunitense (n. 1882)
- 11 giugno - Jimmy Davies, pilota automobilistico statunitense (n. 1929)
- 11 giugno - Wallace Ford, attore britannico (n. 1898)
- 12 giugno - Hermann Scherchen, direttore d'orchestra e violinista tedesco (n. 1891)
- 12 giugno - Osvald Sirén, storico dell'arte finlandese (n. 1879)
- 13 giugno - Bernard Schmetz, schermidore francese (n. 1904)
- 14 giugno - Parnaoz Chikviladze, judoka sovietico (n. 1941)
- 14 giugno - Karl Eggler, calciatore svizzero (n. 1901)
- 14 giugno - Vittorio Giovanelli, generale italiano (n. 1882)
- 15 giugno - Robert G. Fowler, aviatore statunitense (n. 1884)
- 15 giugno - Richard Sanford, siepista statunitense (n. 1877)
- 16 giugno - Georg Keppler, generale tedesco (n. 1894)
- 16 giugno - William Thomas Porter, arcivescovo cattolico e missionario britannico (n. 1887)
- 17 giugno - Alfonso De Giovine, politico italiano (n. 1898)
- 18 giugno - Konrad Heiden, storico e giornalista tedesco (n. 1901)
- 19 giugno - Ramón Polo, calciatore spagnolo (n. 1901)
- 19 giugno - Ed Wynn, attore, doppiatore e cabarettista statunitense (n. 1886)
- 20 giugno - Cheng Bugao, regista cinese (n. 1898)
- 20 giugno - Hans Egarter, giornalista e partigiano italiano (n. 1909)
- 20 giugno - Robert Hense, calciatore tedesco (n. 1885)
- 20 giugno - Georges Lemaître, fisico, astronomo e presbitero belga (n. 1894)
- 20 giugno - Gioacchino Quarello, politico italiano (n. 1892)
- 21 giugno - Ferdinando Innocenti, imprenditore italiano (n. 1891)
- 21 giugno - Raffaele Lombardi Satriani, etnologo italiano (n. 1873)
- 21 giugno - Salvator Ruju, poeta, scrittore e giornalista italiano (n. 1878)
- 21 giugno - Zhang Zhijiang, generale cinese (n. 1882)
- 22 giugno - Alessandro Scarioni, allenatore di calcio e calciatore italiano (n. 1889)
- 22 giugno - Thaddeus Shideler, ostacolista statunitense (n. 1883)
- 22 giugno - Antonio Vian, compositore italiano (n. 1918)
- 23 giugno - Clara Jacobo, cantante italiana (n. 1898)
- 23 giugno - Hiroshi Shimizu, regista giapponese (n. 1903)
- 23 giugno - Italo Simon, farmacologo italiano (n. 1878)
- 24 giugno - Mathilde Ludendorff, psichiatra tedesca (n. 1877)
- 25 giugno - Ughetto Bertucci, attore italiano (n. 1907)
- 25 giugno - Hans Ferdinand Geisler, generale tedesco (n. 1891)
- 27 giugno - Arthur Waley, traduttore e orientalista britannico (n. 1889)
- 27 giugno - Robert Zander, calciatore svedese (n. 1895)
- 28 giugno - Mehmet Fuad Köprülü, politico e storico turco (n. 1890)
- 28 giugno - Enrico Mauceri, storico dell'arte italiano (n. 1869)
- 28 giugno - Frances Maule Bjorkman, scrittrice e attivista statunitense (n. 1879)
- 28 giugno - Jack Silcock, calciatore inglese (n. 1898)
- 30 giugno - Margery Allingham, scrittrice inglese (n. 1904)
- 30 giugno - Nino Farina, pilota automobilistico italiano (n. 1906)
- 30 giugno - Alois Pompanin, presbitero italiano (n. 1889)
- 30 giugno - Erwin Puschner, calciatore e allenatore di calcio austriaco (n. 1896)